# Krommeniedijk
Krommeniedijk is een buurtschap in de gemeente Zaanstad, in de Nederlandse provincie Noord-Holland. Het is een lang lintdorp ten noorden van Krommenie. In het westen bevindt zich het Fort bij Krommeniedijk, een van de voormalige forten van de Stelling van Amsterdam.

## Galerij

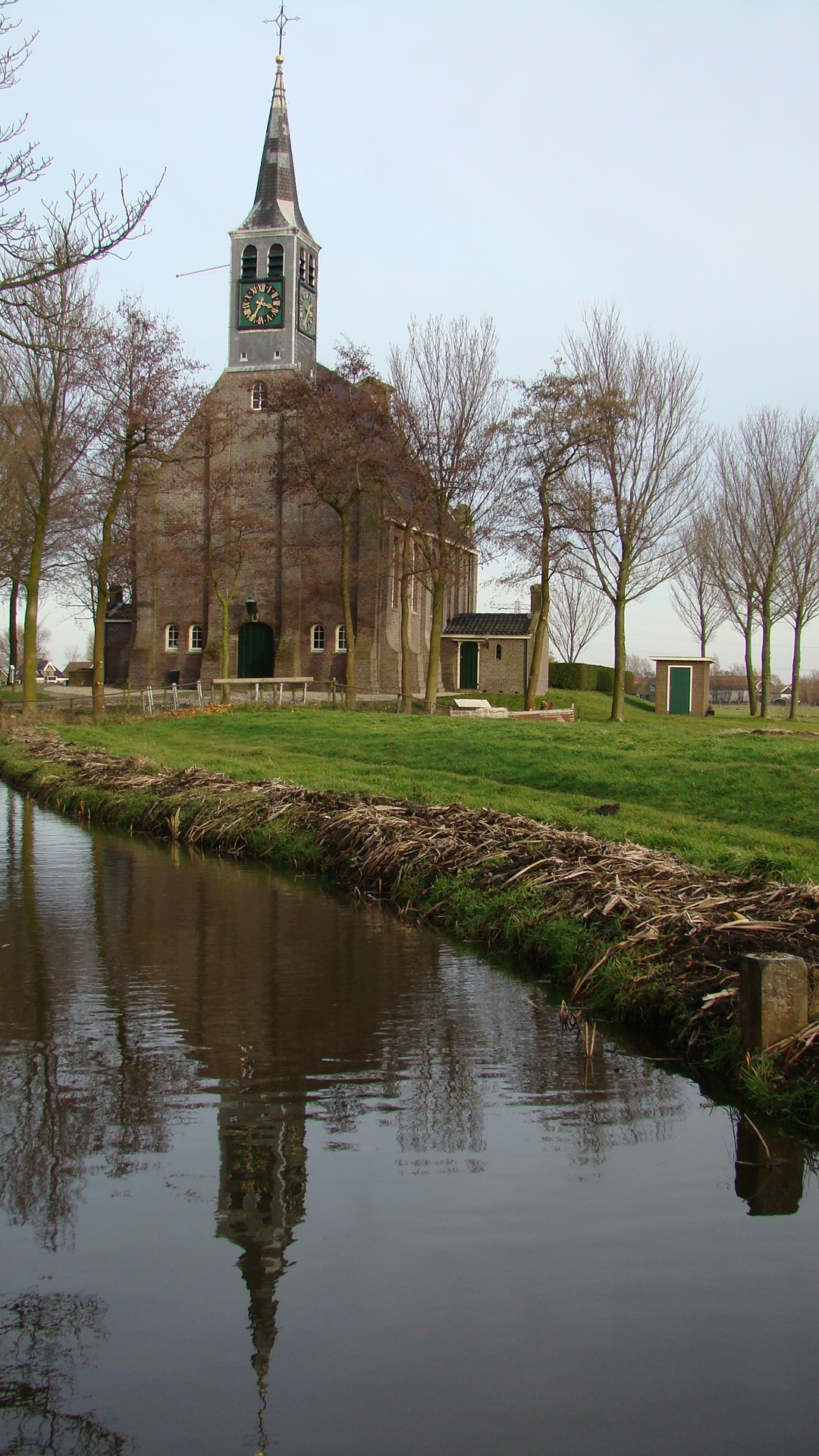
Kerkje van Krommeniedijk
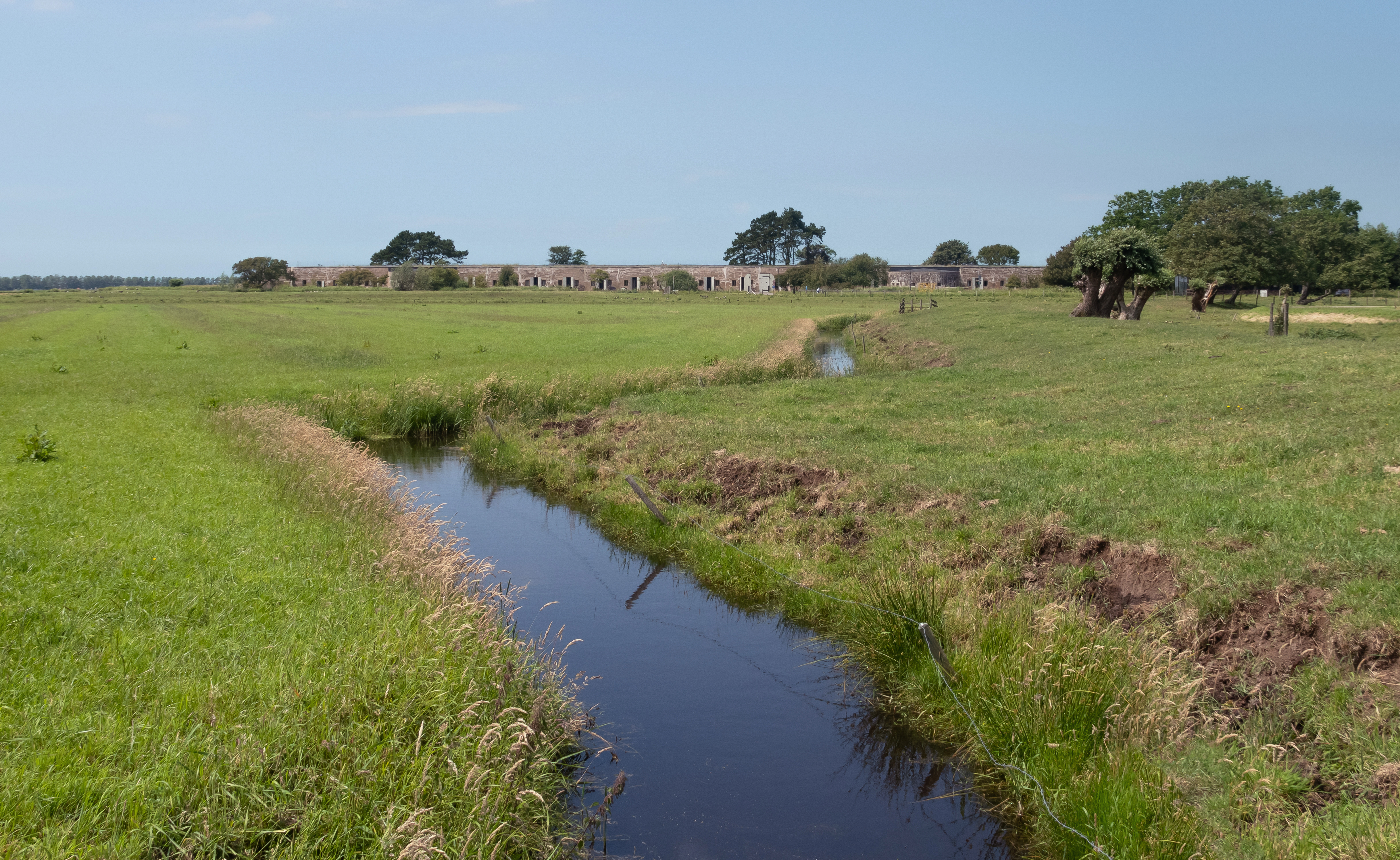
Fort bij Krommeniedijk
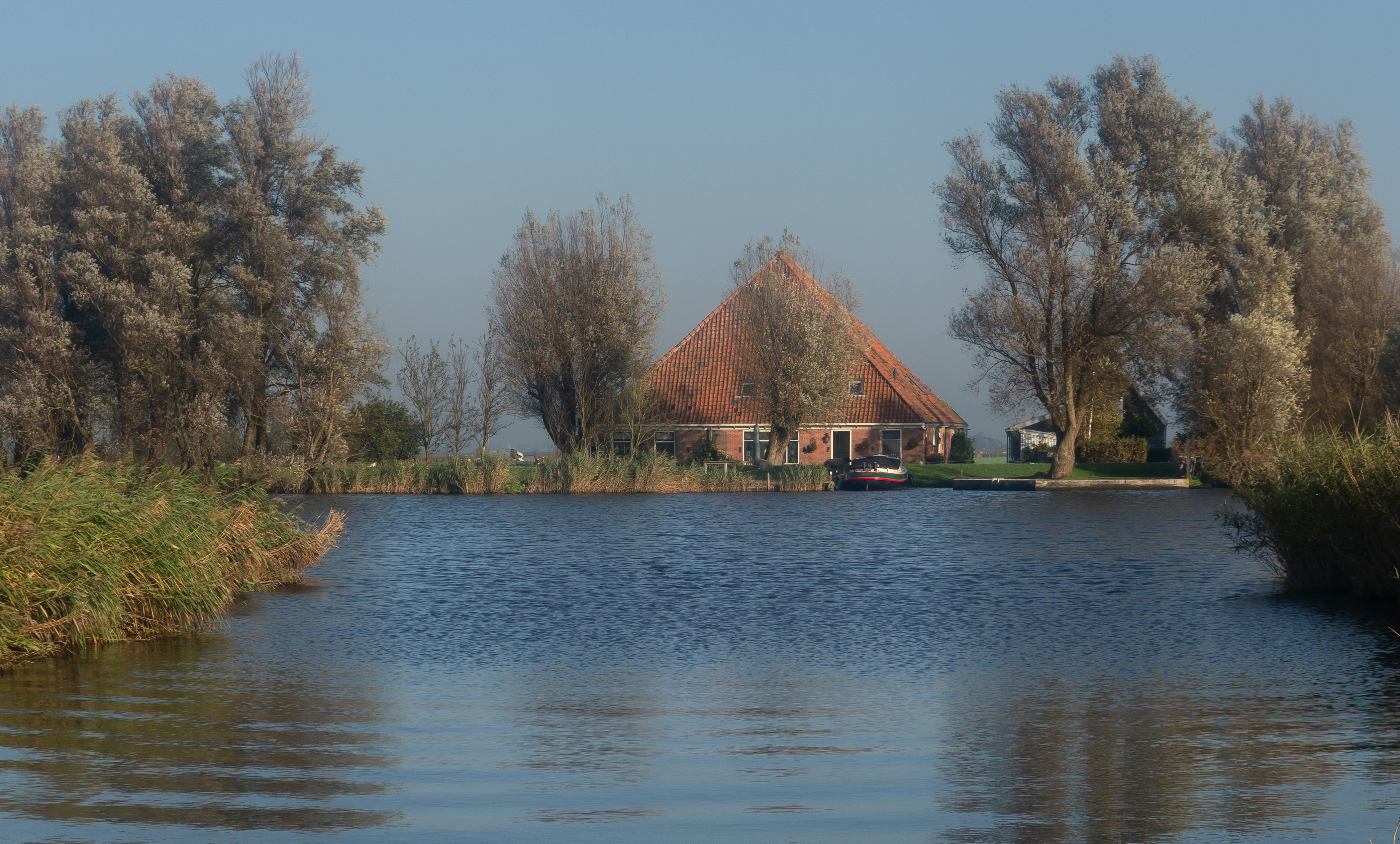
Boerderij in de polder bij Krommeniedijk